# Markus Schleicher (Gewerkschafter)
Markus Schleicher (* 25. April 1884 in Mögglingen; † 11. März 1951 in Stuttgart) war ein deutscher Gewerkschafter und Politiker der SPD.
Schleicher, der den Beruf des Tischlers erlernte, trat 1901 in den Deutschen Holzarbeiterverband und 1904 in die SPD ein. 1909 wurde er zum Leiter der Stuttgarter Verwaltungsstelle des Deutschen Holzarbeiterverbandes ernannt, von 1920 bis 1933 gehörte er dort dem Hauptvorstand an. Nach dem Krieg wurde er 1946 Mitglied im Vorstand des neu gegründeten Gewerkschaftsbundes Württemberg-Baden. Ebenfalls 1946 gehörte er der Vorläufigen Volksvertretung für Württemberg-Baden als Vertreter der Gewerkschaften an. Darüber hinaus übte er das Amt des geschäftsführenden Vorsitzenden des gewerkschaftlichen Zonenausschusses für die amerikanische Zone aus. 1949 wurde er zum ersten Bundesvorsitzenden der Industriegewerkschaft Holz gewählt, 1950 zum Vorsitzenden des neu gegründeten DGB-Landesbezirks Württemberg-Baden. Beide Posten hatte er bis zu seinem Tode inne.